# 中流砥柱石刻
中流砥柱石刻，位于中国广东省河源市和平县阳明镇城东村飞凤桥上流5米处的河中心，为和平县的县级文物保护单位。

## 概述
飞凤桥上设有花岗岩石一块，北高南低，与飞凤桥相对。自右至左阴刻着行书“中流砥柱”，落款是“梁宝箴题”。民国十九年（1930年），梁宝箴任和平县政府县长，提议开凿和平至合水河道，招请五华石匠意欲通航。本地乡民大都依靠挑担谋生，为求生存，阻止疏河。同年4月12日晚上，三名石匠被暗杀，终使疏河工程终止。梁宝箴极为愤怒，在巨石上凿“中流砥柱”四个大字，以示永立为柱。县政府出面调解平息并最终修成。1983年8月，和平县人民政府公布为文物保护单位。